# 9649 Junfukue
9649 Junfukue è un asteroide della fascia principale. Scoperto nel 1995, presenta un'orbita caratterizzata da un semiasse maggiore pari a 2,2284499 UA e da un'eccentricità di 0,1537371, inclinata di 3,96048° rispetto all'eclittica.